# Gymnobela leptoglypta
Gymnobela leptoglypta é uma espécie de gastrópode do gênero Gymnobela, pertencente a família Raphitomidae.